# John de Jongh
John Percy de Jongh, Jr. (13 de novembro de 1957 em St. Thomas) é um político e executivo americano e que serviu como governador das Ilhas Virgens de 2007 a 2015. Mudou-se do território quando era muito pequeno, devido ao divórcio de seus pais, e viveu com sua mãe em Detroit, Michigan. Ele graduou-se em economia no Antioch College, em Ohio. Jong foi reeleito em 2010 com 17.535 votos.